# Massaker von Paris

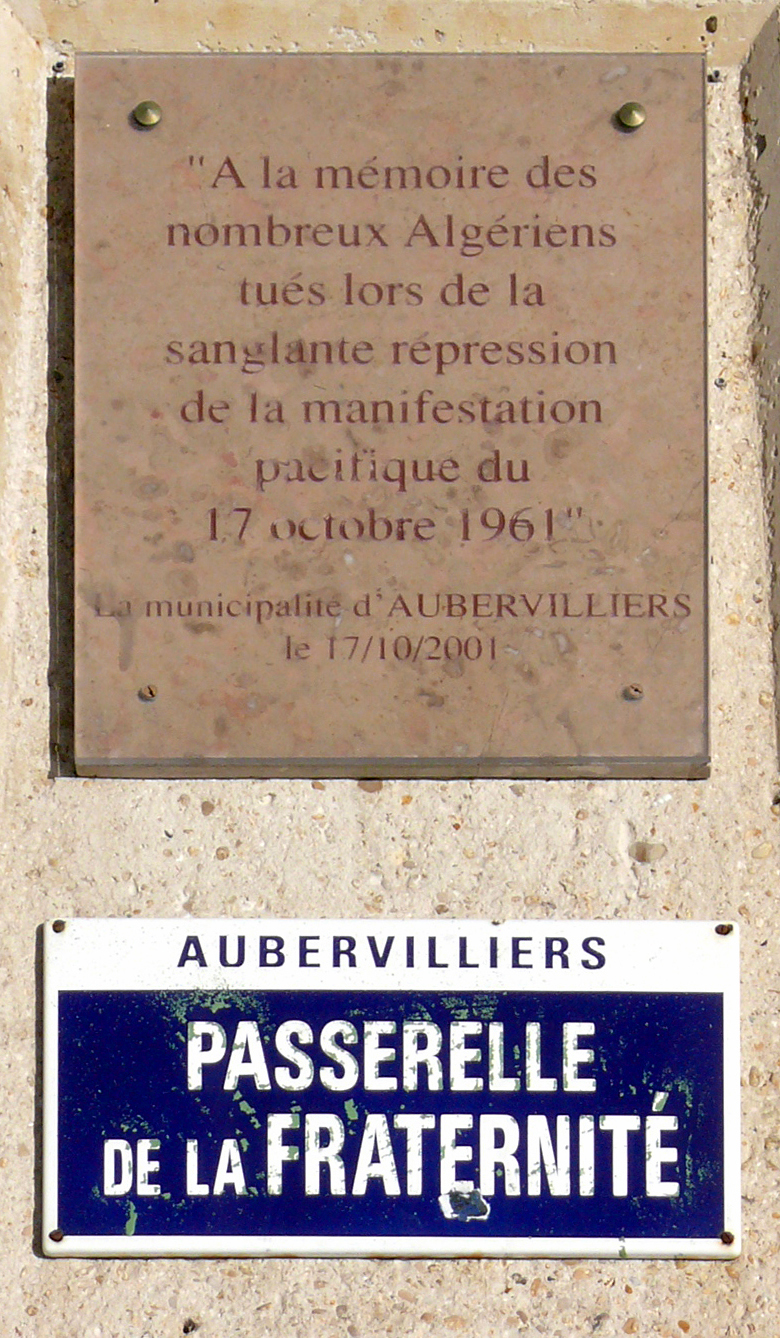
Erinnerungstafel an das Massaker in Aubervilliers – Text: „Zur Erinnerung an die zahlreichen Algerier, die bei der blutigen Niederschlagung der friedlichen Demonstration vom 17. Oktober 1961 getötet wurden“

Als Massaker von Paris ging ein Massenmord und Staatsverbrechen in Paris am 17. Oktober 1961 während des Algerienkriegs (1954–1962) in die Geschichte ein. Die Pariser Polizei ging auf Anordnung der Verwaltung brutal gegen eine nicht genehmigte, aber friedliche Demonstration mehrerer zehntausend Algerier vor, zu der der französische Ableger der Unabhängigkeitsbewegung Front de libération nationale (FLN) aufgerufen hatte. Schätzungen gehen davon aus, dass mindestens 200 Menschen getötet wurden. Sie wurden erschossen oder erschlagen. Nach Aussagen von Zeitzeugen wurden sie auch in die Seine geworfen, wo sie starben. Die Massendemonstration, die blutig niedergeschlagen wurde, wurde in den französischen Medien lange Zeit nahezu völlig totgeschwiegen oder verharmlost und erst Jahrzehnte später zum Gegenstand einer öffentlichen Diskussion in Frankreich.
Ein 2003 begonnener Versuch, einen algerisch-französischen Versöhnungsvertrag (traité d’amitié) auszuhandeln, scheiterte. 2021 nahm erstmals der französische Staatspräsident an einer Gedenkfeier für Opfer des Massakers teil.

## Ablauf

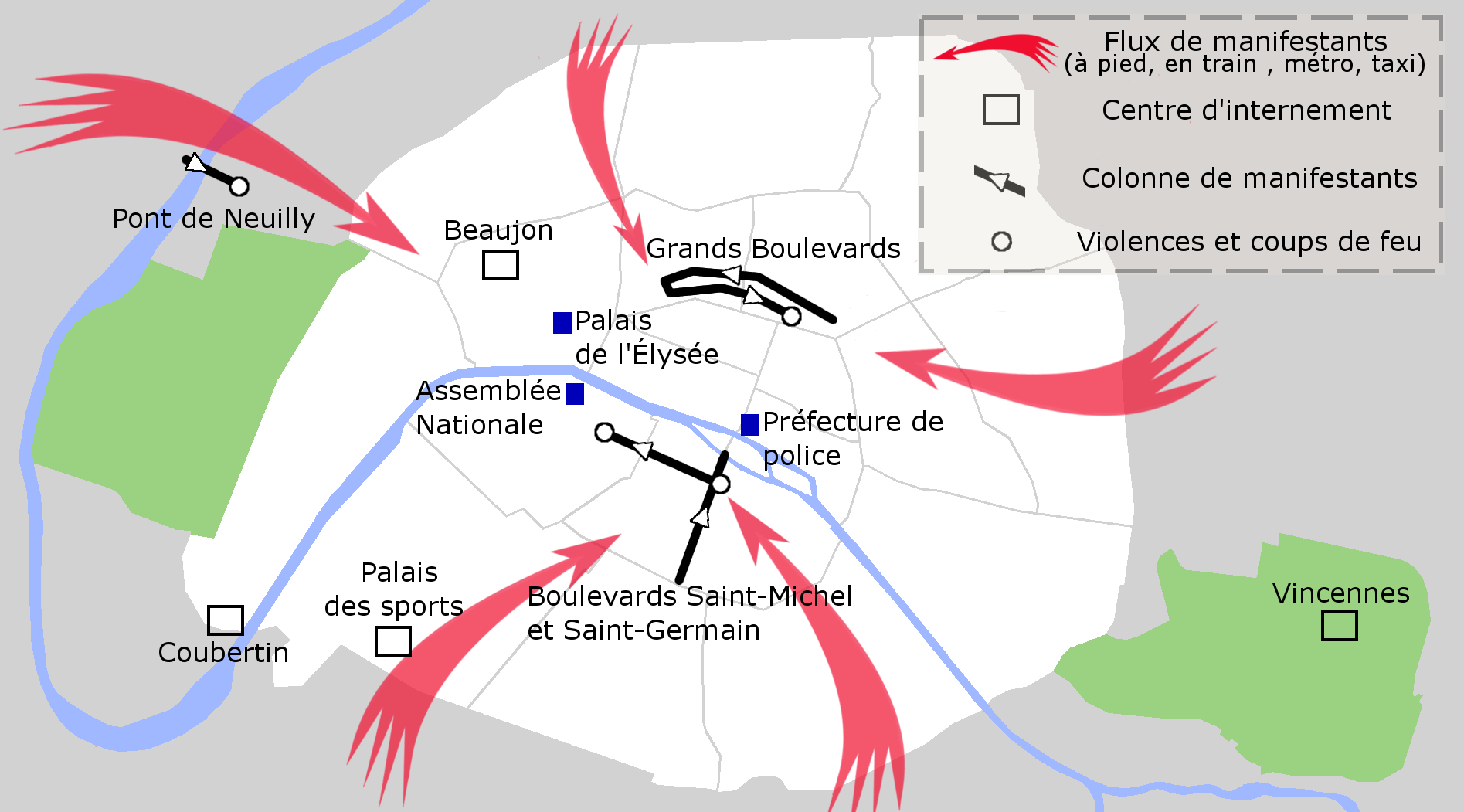
Die Demonstrationszüge des 17. Oktober 1961

Bereits zwei Wochen vor dem 17. Oktober 1961 hatte die Stadtverwaltung eine nächtliche Ausgangssperre für Franzosen algerisch-muslimischer Herkunft in der Region Paris erlassen. Die überwiegende Mehrheit dieser Algerier lebte am Stadtrand in sogenannten Bidonvilles. Manche waren in der Fédération de France du FLN tätig. Die Ausgangssperre wurde als Reaktion auf die kurz davor begonnenen Angriffe der FLN auf Polizisten, Gendarmerie und algerische Harki-Hilfskräfte in Frankreich dargestellt, bei denen im September 1961 fünf Polizisten und fünf Harkis starben. Zuvor waren die Kampfhandlungen auf Algerien beschränkt gewesen. Die Stimmung bei der Stadtverwaltung, vielen Polizisten und in Teilen der französischen Öffentlichkeit war gereizt.
Obwohl die Demonstration mit rund 30.000 Teilnehmern friedlich verlief, wenn auch unter Missachtung der Ausgangssperre, erteilte der Polizeipräfekt Maurice Papon (später von 1978 bis 1981 Haushaltsminister unter Premierminister Raymond Barre) einen Schießbefehl. Die Demonstranten hatten lediglich Sprechchöre mit den Slogans „Es lebe der FLN!“, „Befreit Ben Bella!“ und für die „Algérie algérienne!“ durchgeführt. Auf Anweisung der FLN waren alle unbewaffnet, auch das Mitführen von Messern oder Äußerungen von Aggressivität waren aus Sicht der FLN unerwünscht. Frauen mit Kindern waren unter den Demonstranten. Viele waren in ihren besten Kleidern würdevoll angezogen. Auch mehrere alte Menschen wurden an diesem Tag erschossen.
Die Pariser Polizei, Gendarmerie und Bereitschaftspolizei CRS gingen unter dem Kommando Papons sehr brutal gegen die Demonstranten vor. Papon hatte von der Regierung die Vollmacht, die „Ruhe in den Straßen von Paris“ wiederherzustellen. Die Leichen wurden vor dem Kino Le Grand Rex aufgehäuft, darunter einige im Sterben liegende Schwerverletzte. Die ersten festgenommenen Demonstranten wurden ins ehemalige Hôpital Beaujon gesperrt und geschlagen. Als dort der Platz ausging verwendete die Polizei beschlagnahmte Fahrzeuge der Verkehrsbetriebe RATP, um etwa 12.000 Demonstranten abzutransportieren und sie im Palais des Sports, im Stade Coubertin und vor allem im Parc des Expositions gefangen zu halten. Der Parc des Expositions war zuvor requiriert worden. Die vielen Verletzten erhielten auch dort keine medizinische Hilfe. Im Palais des Sports fand am 20. Oktober 1961 ein Konzert von Ray Charles statt, nachdem die Hallen desinfiziert worden waren, so als ob nichts geschehen sei. Die Festgenommenen wurden teilweise mehrere Tage lang unter freiem Himmel interniert, von ca. 500 bis zu mehrere tausend von ihnen anschließend nach Algerien deportiert. Über ihren weiteren Verbleib ist häufig nichts bekannt. Noch Wochen später wurden Leichen in der Seine gefunden.
Als Polizeipräfekt war Papon für diese Toten verantwortlich, wie unter anderem der Historiker Jean-Luc Einaudi herausstellte. Andere, unter ihnen Pierre Messmer im späteren Prozess gegen Papon, fügten hinzu, dass auch den Premierminister Michel Debré und Staatspräsident Charles de Gaulle Schuld treffe, weil sie Papon freie Hand gelassen und ihm den Rücken gedeckt hätten. Die Presse schrieb in den folgenden Tagen durchaus über das Massaker, aber fast durchgängig (Ausnahme: L’Express) im Ton des Hasses auf Algerier. Dies taten L’Aurore, Le Populaire de Paris (Journalist: Claude Fuzier) und Le Figaro. Fuzier griff tief ins Repertoire des Rassismus und beschimpfte die Demonstranten als „Tiere“, die ohne eigenen Willen lediglich „animalischen Instinkten“ folgen würden. Der Figaro praktizierte die Täter-Opfer-Umkehr und titelte: Gewalttätige Demonstrationen in Paris durch algerische Muslime. Die Zeitung Le Monde verurteilte das Massaker, das sie beschönigend Agitation der Muslime nannte. Paris Jour sprach zwar von der Armut der Algerier, doch sei diese auch moralisch, die Demonstranten würden nämlich einem „Herdentrieb“ unterliegen.
Die genaue Zahl der Toten ist unbekannt. Historiker gehen davon aus, dass zusätzlich zu den mehreren Dutzend Toten des 17. Oktober noch mindestens 120 Personen kurz darauf starben. Polizeiliche Angaben sprachen damals lediglich von drei Toten. Der ehemalige Polizist Raoul Letard gab später in einem Oral-History-Interview an, das Massaker habe zwei Stunden gedauert. Ein weiterer Polizist, Paul Rousseau, gab an, dass Polizisten ihre Opfer erschossen und sie auf dem Pont de Clichy direkt in die Seine warfen. Dabei soll es zu Freudenbekundungen seitens von blutverschmierten Polizisten gekommen sein. So hätten sich Polizisten für ihre Taten selbst gerühmt und die rassistische Ansicht kundgetan, sie hätten „Kameltreiber [frz. bougnoul] rangekriegt“.
Im Frühjahr 1998 wurde ein vom damaligen Innenminister Jean-Pierre Chevènement in Auftrag gegebener Bericht von Dieudonné Mandelkern, einem Mitglied des Conseil d’État, veröffentlicht, der 32 Tote nannte. Die Liste von Jean-Luc Einaudi verzeichnete 384 Opfer, einschließlich aller Toten, die schon zuvor in den Gewässern rund um Paris gefunden wurden; die Zahl sei vermutlich höher, weil es ungeklärte Fälle und Vermisste gebe.

## Tabuisierung und Aufarbeitung
Über das Massaker wurde damals in den Medien praktisch nicht berichtet. Fast alle öffentlich bekannten Fotos stammen von Élie Kagan. Die Geschehnisse wurden in Teilen der französischen Gesellschaft jahrzehntelang tabuisiert.
Die Journalistin Paulette Péju, die bereits in den Monaten davor Kontakte zur FLN hatte, schrieb einen detaillierten Bericht über die Ereignisse vom 17. Oktober, der bereits im November 1961 von Francois Maspero in Buchform veröffentlicht wurde. Die gedruckten Exemplare von Ratonnades à Paris wurden umgehend unter Bezugnahme auf die staatliche Zensur zum Algerienkrieg polizeilich beschlagnahmt. Der bis März 1962 entstandene rekonstruierende Dokumentarfilm Octobre à Paris von Jacques Panijel wurde durch Kopien unter Studierenden verbreitet, aber niemals in französischen Kinos oder Fernsehen gezeigt. Erst 1973 erhielt er eine – zuvor verweigerte – Filmfreigabe, durch die eine öffentliche Vorführung möglich wurde.
Am 17. Oktober 1981 veröffentlichte die Zeitung Libération einen langen Artikel des Journalisten Jean-Louis Péninou, der erstmals eine öffentliche Befassung mit dem Massaker ermöglichte. Es folgten in den 1980ern erste Sachbücher und Romane, die sich mit dem Massaker befassten.
Papon wurde 1998 wegen Verbrechen gegen die Menschlichkeit verurteilt, die er als hoher Beamter des Vichy-Regimes während dessen Regierungszeit (1940–1944) begangen hatte. Wegen einer Generalamnestie für alle im Zusammenhang mit dem Algerienkrieg von Franzosen begangenen Verbrechen wurde er jedoch für die 1961 verübten Tötungen von Paris niemals strafrechtlich belangt.
Eine Klage wegen Verleumdung, die Papon 1998 gegen Jean-Luc Einaudi einreichte, wurde ein Jahr später von einem Pariser Gericht zurückgewiesen. Die Richter urteilten, dass die offizielle Version der Ereignisse von 1961 auf Staatsräson beruhte und diese nach heutiger Sicht als Massaker bezeichnet werden dürften.

## Gedenken
Um an das Massaker zu erinnern und Beweise zu sammeln, wurden die Vereine Mouvement contre le racisme et pour l’amité des peuples (MRAP) und Au nom de la mémoire aktiv. Am 3. Dezember 1983 wurde im Zuge des „Marche pour l’égalité, contre le racisme“, an dem 60.000 Menschen teilnahmen und aus dem SOS Racisme hervorging, ein Stopp an der Seinebrücke Pont de Bezons eingelegt und der Opfer des 17. Oktober 1961 gedacht.
Zum 30. Jahrestag am 17. Oktober 1991 gingen 5.000 Jugendliche algerischer Herkunft die Demonstrationsroute nach. Der Verein Au nom de la mémoire organisierte neben dieser Veranstaltung temporäre Gedenktafeln an der Pont de Bezons sowie eine Fotoausstellung, die vom Bildungsminister Lionel Jospin (PS) eröffnet wurde.
Am 17. Oktober 2001 weihte der damalige Bürgermeister von Paris, Bertrand Delanoë (PS) eine Gedenktafel an der Pont Saint-Michel ein, die an das Massaker erinnert. Die konservative Opposition im Stadtrat von Paris boykottierte die Zeremonie. Auch in Aubervilliers (Foto) und Saint-Denis erinnern Gedenktafeln daran. 2001 bezeichnete der Journalist Philippe Bernard in einem Artikel der Zeitung Le Monde das Massaker als „die Bartholomäusnacht der Muslime“.
Am 17. Oktober 2012 wurde das Massaker durch den französischen Staatspräsidenten François Hollande (PS) anerkannt und verurteilt. Am 17. Oktober 2021, zum 60. Jahrestag des Massakers, gedachte die französische Regierung der Opfer. In einer offiziellen Erklärung hieß es, es habe sich um Verbrechen gehandelt, die man der Republik nicht nachsehen könne, und dass die Tragödie lange vertuscht worden sei. Bei einer Gedenkzeremonie am 16. Oktober 2021 in Nanterre nahe der Seinebrücke Pont de Bezons sprach Präsident Emmanuel Macron (RE) mit Angehörigen der Opfer.

## Filme
- Jacques Panijel drehte bereits im Jahr 1961 den Film Octobre à Paris über die Ereignisse.
- Michael Gramberg drehte den 2002 erstmals ausgestrahlten Dokumentarfilm Verordnetes Schweigen: Die blutige Nacht von Paris.[16]
- Der österreichisch-französische Spielfilm Caché (2005) von Regisseur Michael Haneke thematisierte die Tabuisierung des Massakers in der französischen Gesellschaft.[17]
- Im Jahr 2005 erschien Nuit noire 17 octobre 1961 (Schwarze Nacht 17. Oktober 1961) von Alain Tasma; der dokumentarische Spielfilm wurde zunächst vom Privatfernsehsender Canal+ ausgestrahlt und kam anschließend in die Kinos. Er erhielt 2005 den Grand Prix beim Festival International des Programmes Audiovisuels (FIPA) in Biarritz; 2008 wurde er auch auf TV5 gezeigt.
- Der französisch-algerische Spielfilm Outside the Law aus dem Jahr 2010 behandelt auch gegen Ende dieses Thema.
- 2011: Ici on noie les Algériens – 17 octobre 1961, von Yasmina Adi.
- Das Massaker wird auch im Film Paris Caligrammes von Ulrike Ottinger (2020) geschildert.

## Comic
Im Comic Der Champion von 1990 erzählt der Zeichner Baru die Geschichte eines jungen algerischen Boxers, der vor dem Hintergrund des Algerienkriegs in Paris zwischen die Fronten gerät. Auch das Massaker vom 17. Oktober 1961 wird hier dargestellt.

### Sachbücher
- Martin S. Alexander, John F. V. Keiger: France and the Algerian War, 1954–62. Strategy, Operations and Diplomacy. Cass Press, London 2002, ISBN 0-7146-5297-0, S. 24 (ausführliche, mehrheitlich franz. Literaturliste).
- Jean-Luc Einaudi: La Bataille de Paris. 17 octobre 1961. Édition du Seuil, Paris 2001, ISBN 2-02-051061-8 (EA Paris 1991).
- Olivier Le Cour Grandmaison (Hrsg.): Le 17 octobre 1961. Un crime d’État à Paris. La Dispute, Paris 2001, ISBN 978-2-84303-047-5.
- Jim House, Neil MacMaster: Paris 1961. Algerians, State Terror, and Memory. Oxford University Press, Oxford 2006, ISBN 0-19-924725-0.[18]
  - französisch: Paris 1961. Les Algériens, la terreur d’État et la mémoire. Tallandier, Paris 2008, ISBN 978-2-84734-491-2.
- Dietmar Hüser: Vom „Un-Skandal“ des Algerienkrieges zum „Post-Skandal“ der Gedächtniskultur. Die Pariser Polizei-Repressionen vom 17. Oktober 1961. In: Andreas Gelz/Dietmar Hüser/Sabine Ruß (Hrsg.): Skandale zwischen Moderne und Postmoderne. Interdisziplinäre Perspektiven auf Formen gesellschaftlicher Transgression (Linguae & Litterae; 32). De Gruyter, Berlin 2014, ISBN 978-3-11-030765-8, S. 183–213.
- Patrice J. Proulx, Susan Ireland (Hrsg.): Immigrant Narratives in Contemporary France (Contributions to the study of world literature; 62). Greenwood Press, Westport, Connecticut, 2001, ISBN 0-313-31593-0, S. 47–55.
- Fabrice Riceputi, avec Edwy Plenel et Gilles Manceron: Ici on noya les Algériens. La bataille de Jean-Luc Einaudi pour la reconnaissance du massacre policier et raciste du 17 octobre 1961. Éditions Le Passager Clandestin, Paris 2024, ISBN 978-2-36935-424-6.

### Belletristik
- Leïla Sebbar: La Seine était rouge. Paris, octobre 1961. Thierry Magnier, Paris 1999; Neuauflage bei Éditions Actes Sud, Arles 2009, ISBN 978-2-7427-8557-5.